# Communauté de communes de la Vallée du Lot
La  Communauté de Communes de la Vallée du Lot  est une ancienne communauté de communes française, située dans le département de l'Aveyron.

## Historique
Elle est créée le 1er janvier 1993.
Elle fusionne le 1er janvier 2017 avec la communauté de communes du Bassin de Decazeville Aubin au sein de la communauté de communes Decazeville Communauté dont le siège est fixé à Decazeville.

## Composition
Elle était composée des communes suivantes :
| Nom               | Code Insee | Gentilé          | Superficie (km2) | Population (dernière pop. légale) | Densité (hab./km2) |
| ----------------- | ---------- | ---------------- | ---------------- | --------------------------------- | ------------------ |
| Flagnac (siège)   | 12101      | Flagnacois       | 12,93            | 1 063 (2014)                      | 82                 |
| Almont-les-Junies | 12004      | Junhalmontois    | 23,75            | 484 (2014)                        | 20                 |
| Boisse-Penchot    | 12028      | Penchotins       | 4,64             | 528 (2014)                        | 114                |
| Bouillac          | 12030      | Bouillacois      | 8,20             | 423 (2014)                        | 52                 |
| Livinhac-le-Haut  | 12130      | Livinhacois      | 10,97            | 1 199 (2014)                      | 109                |
| Saint-Santin      | 12246      | Saint-Santinois  | 22,78            | 558 (2014)                        | 24                 |
| Saint-Parthem     | 12240      | Saint-Parthémois | 20,43            | 408 (2014)                        | 20                 |